# Peter Clarke (Künstler)

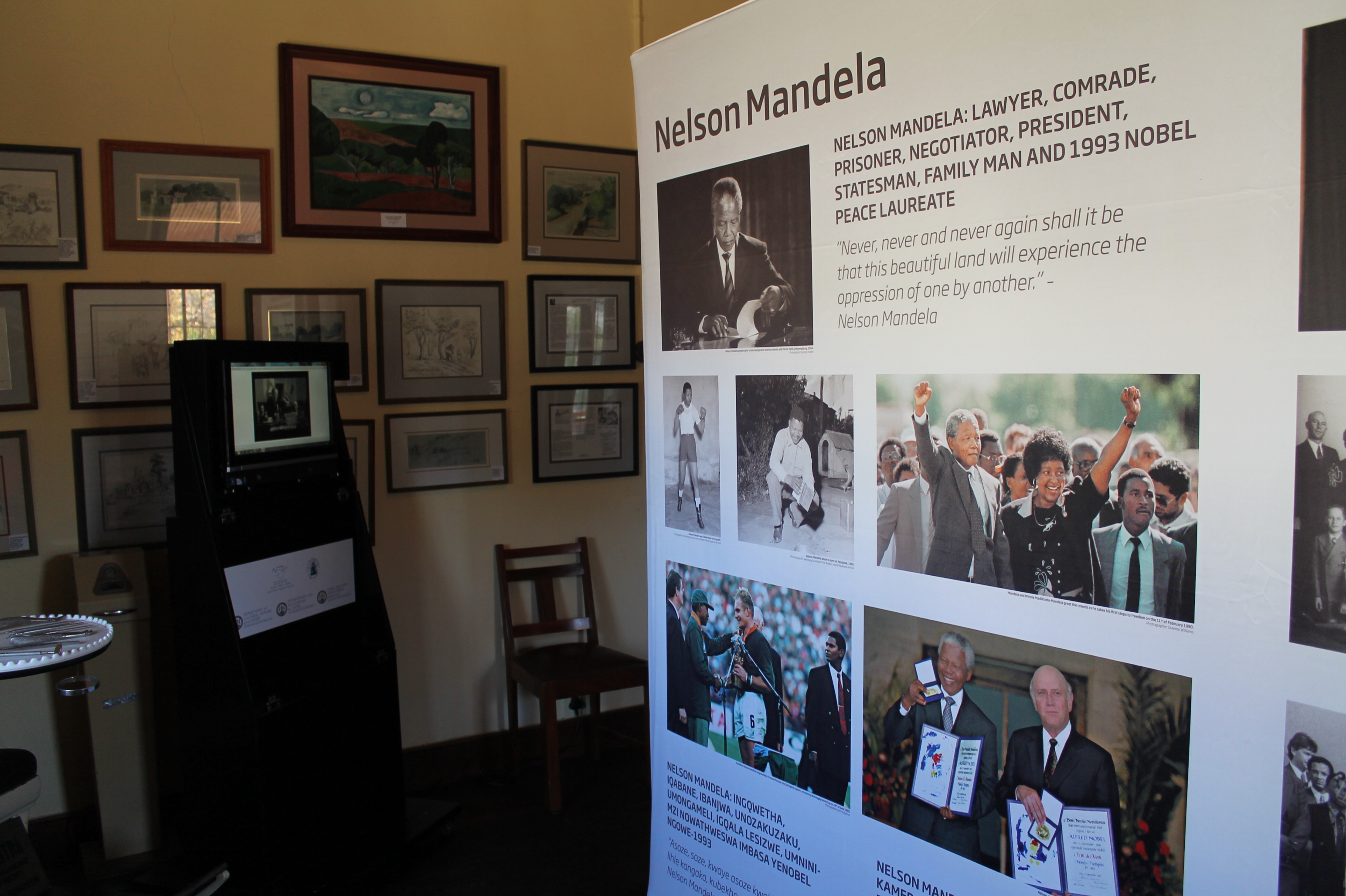
Der Ausstellungsraum im Caledon Museum, Westkap, Südafrika. Mit der Sammlung Peter Clarke

Peter Edward Clarke (* 2. Juni 1929 in Simon’s Town, Kapstadt; † 13. April 2014 in Ocean View, Kapstadt) war ein südafrikanischer Künstler, Buchillustrator, Dichter und Buchbinder. Bekannt wurde er durch seine Darstellungen der Lebensumstände der Menschen in Südafrika, insbesondere der armen Bevölkerungsgruppen.

## Leben
Peter Clarke wuchs als drittes von sechs Kindern in Simon’s Town, das damals noch nicht zu Kapstadt gehörte, in einfachen Verhältnissen auf. Im Alter von 15 Jahren verließ er die Schule, um sich der Malerei zu widmen und arbeitete zunächst als Hafenarbeiter im Hafen von Kapstadt.
Seine künstlerische Laufbahn begann 1951, als seine Werke erstmals in einer Gruppenausstellung der Association of Arts Gallery in Kapstadt gezeigt wurden. Ab 1955 widmete sich Peter Clarke auch der Schriftstellerei und gewann den Drum International Short Story Award. 1956 verbrachte Clarke mehrere Monate in Tesserlaarsdal, um sich zurückgezogen der Malerei zu widmen. In dieser Zeit entstanden Werke, die er 1957 in seiner ersten Einzelausstellung präsentierte. 1961 erhielt er ein Stipendium der Universität Kapstadt, das ihm die Möglichkeit gab, die Technik der Radierung zu studieren. In dieser Zeit wurden seine Arbeiten auch international in England, Deutschland und den USA ausgestellt. Von 1959 bis 1963 studierte Peter Clarke an der Rijksakademie van Beeldende Kunsten in den Niederlanden, wo er seine Fähigkeiten in grafischen Techniken weiterentwickelte. In den folgenden Jahren setzte er seine internationale Karriere fort und veröffentlichte Kurzgeschichten, die von der BBC ausgestrahlt wurden. 1975 nahm er auf Einladung der University of Iowa an einem Trainingsprogramm für Schriftsteller teil und verbrachte anschließend einige Zeit im norwegischen Atelier Nord in Oslo. Seit den 1980er Jahren unterrichtete Peter Clarke als Kunstlehrer kostenlos Kinder aus armen Familien in Ocean View, wo er seit 1972 lebte.
Seine Werke wurden in zahlreichen Ausstellungen gezeigt, darunter eine Retrospektive in der Iziko South African National Gallery in Kapstadt. Zu den Ehrungen, die ihm zuteilwurden, zählen die Ehrendoktorwürde für Literatur der World Academy of Arts and Culture in Taipeh (1982), der südafrikanische Nationalorden Ikhamanga in Silber (2005) und ein Lifetime Achievement Award (2010). Peter Clarke lebte als junger Mann einige Zeit in Tesselaarsdal bei Caledon. Das Caledon Museum besitzt eine Sammlung seiner Werke aus dieser Zeit. Die Werke zeigen Menschen und Orte in Tesselaarsdal; es sind hauptsächlich Bleistiftzeichnungen, aber auch einige Aquarelle und andere Medien. Die Werke sind relativ klein und einige sind Studien, die zeigen, wie der Künstler seine Technik entwickelte. Insgesamt zeigt die Sammlung einen liebevollen Blick auf Tesselaarsdal und die Menschen, die hier lebten.
Peter Clarke ist am 13. April 2014 im Alter von 85 Jahren verstorben.

## Werk
Peter Clarke hat ein umfangreiches künstlerisches Erbe hinterlassen und gilt als wichtige Figur der südafrikanischen Kunst des 20. Jahrhunderts. Er war ein vielseitiger Künstler, der sich vor allem in den Bereichen Grafik, Linolschnitt, Lithografie, Zeichnung und Radierung hervortat. Sein Werk ist geprägt von Einflüssen des deutschen Expressionismus, des japanischen Holzschnitts und mexikanischer Künstler des 20. Jahrhunderts wie Diego Rivera und David Siqueiros. Diese Einflüsse spiegeln sich in den sozialen und politischen Themen seiner Werke wider, die häufig das Leben der einfachen Menschen in stark naturalistischer und stilisierter Form darstellen.
Spätere Werke wie Father and Son (1957) zeugen von seiner Faszination für Masken, die auf seine Kindheitserinnerungen an den Guy Fawkes Day in Kapstadt zurückgehen.
Peter Clarke war stark in die Kunstszene Kapstadts eingebunden und organisierte zahlreiche Ausstellungen und kulturelle Veranstaltungen. Er engagierte sich viele Jahre lang für die Förderung junger Künstler und gab Kunstunterricht für die Kinder seiner Gemeinde. Während der Apartheid unterstützte er aktiv verschiedene kulturelle Nichtregierungsorganisationen. Seine Werke stellen das soziale Leben in der Kapregion anschaulich dar, oft in einfühlsamen und realistischen Alltagsszenen.
Peter Clarke hat an zahlreichen internationalen Ausstellungen in Ländern wie Deutschland, Brasilien, Italien, Japan und den USA teilgenommen. Seine Arbeiten befinden sich heute in renommierten Sammlungen und Museen, darunter die Library of Congress in Washington, D.C., die Iziko South African National Gallery in Kapstadt und das Afrika Museum in Bergen Dal, Niederlande. Zu seinen Auszeichnungen zählen die Ehrenmitgliedschaft der University of Iowa und des Museums of African American Art in Los Angeles sowie der Titel Honorary Fellow in Writing.
Neben seiner Arbeit als bildender Künstler schrieb Peter Clarke Gedichte und Kurzgeschichten. Esme Berman, eine bekannte südafrikanische Kunsthistorikerin, beschreibt seine Werke als humorvolle und einfühlsame Beobachtungen seiner Umgebung, fernab von politischen Kommentaren.